# Sistema educativo de Guinea Ecuatorial

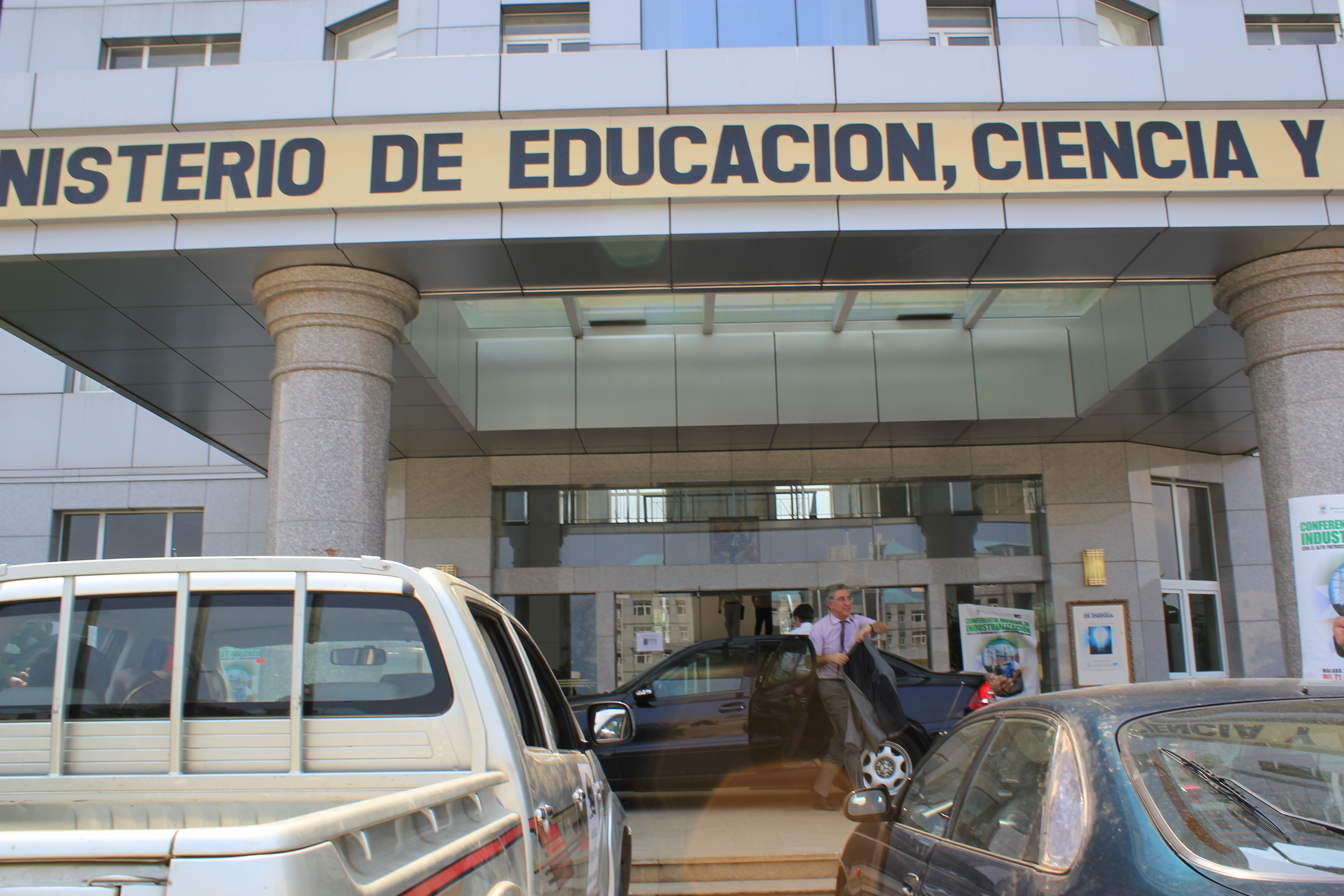

La educación en Guinea Ecuatorial es gratuita y obligatoria hasta la edad de 14 años. Toda la educación pública depende del Ministerio de Educación, Ciencia y Deportes de Guinea Ecuatorial. En 1993, la tasa bruta de matriculación en primaria fue 14,97 %, y la tasa neta de matriculación en primaria fue del 83,4 %. El ingreso tardío al sistema escolar y las altas tasas de deserción son comunes, las niñas tienen más probabilidades que los niños de abandonar la escuela, con matrícula de alrededor de 24 % de los estudiantes.
La educación primaria es de cinco años, seguidos de cuatro años de secundaria en la primera etapa y tres años posteriores para la educación secundaria en la segunda etapa. En 2001, alrededor del 35 % de los niños entre las edades de tres y seis estaban matriculados en algún tipo de programa preescolar.
Se estima que alrededor del 45 % de todos los estudiantes completan su educación primaria. La proporción de alumnos por profesor para la escuela primaria era de alrededor del 43:1 en 2000, la proporción para la escuela secundaria era de 23:1.
La tasa de alfabetización de adultos para el año 2014 se estima en alrededor de 95 %, con 98 % para los jóvenes entre 15–24 años de edad según datos de la Unesco.
A partir de 2003, el gasto público en educación se estimó en 0,6 % del PIB, o el 1,6 % del gasto público total.

## Educación superior

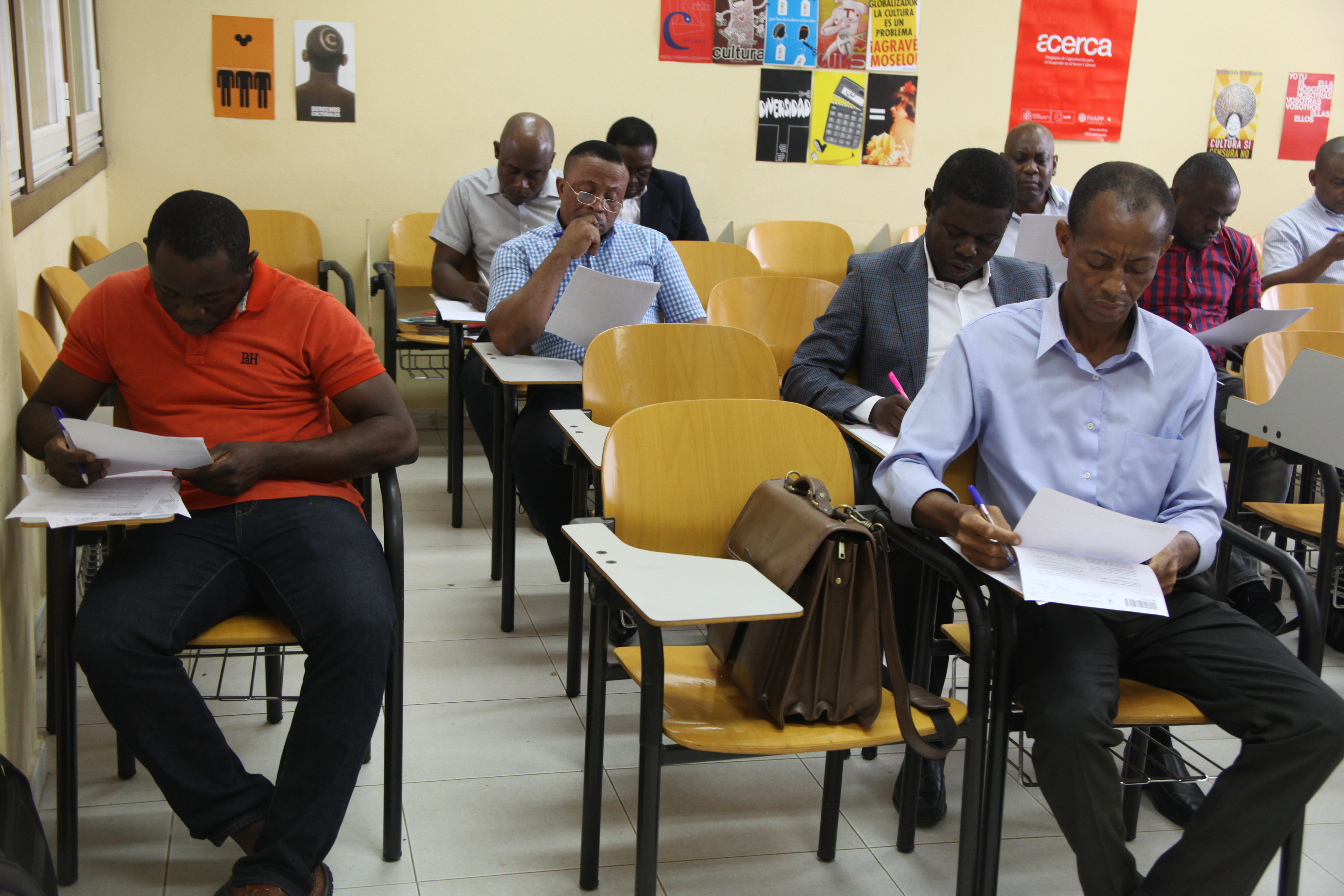
Exámenes de la UNED en el Centro Cultural de España en Malabo.

- La Universidad Nacional de Guinea Ecuatorial creada en 1995[4] es la institución principal de educación superior.
- Otras institución importante es el Colegio Nacional Enrique Nvó Okenve,[5] con presencia en Malabo y Bata.
- O la Universidad Nacional de Educación a Distancia de España con campus en Bioko (Centro Cultural de España en Malabo) y el área continental desde 1981.[6]
- Cuenta igualmente con un campus en Malabo la Fundación Universitaria Iberoamericana - FUNIBER.
- Y desde el 2008 en Oyala la Universidad Afroamericana del África Central - AAUCA.
- En julio de 2020, el Consejo Rector de la Universidad Complutense de Madrid aprobó la creación de la Escuela Complutense Africana[7]- ECA, con sede en Malabo.
- En enero de 2021,[8] se inaugura BANGE Business School, institución de educación superior especializada, en alianza con el Centro de Estudios Financieros (CEF) de la Universidad a Distancia de Madrid (UDIMA).